# Heinz Hitler
Heinrich Hitler (alcunha de Heinz, 14 de março de 1920 — 21 de fevereiro de 1942) era filho de Alois Hitler Jr., e sua segunda esposa Hedwig Heidemann, e meio-sobrinho de Adolf Hitler. Quando a Segunda Guerra Mundial começou, ingressou na Wehrmacht e serviu na Frente Oriental, onde foi capturado e morto na prisão em 1942.
Ao contrário de seu meio-irmão, William Patrick Stuart-Houston, Heinz era um nazista. Ele participou de uma academia militar de elite nazista, o Instituto Nacional de Educação Política (Napola) em Ballenstedt/Saxônia-Anhalt.[1] Aspirando a ser um oficial, Heinz ingressou na Wehrmacht como um suboficial em 1941, e participou da invasão da União Soviética, a Operação Barbarossa. Em 10 de janeiro de 1942, foi capturado pelas forças soviéticas e enviado para a prisão militar de Butyrka em Moscou, onde morreu com 21 anos, depois de vários dias de interrogatório e tortura.